# Śmierć Stalina
Śmierć Stalina – czarna komedia (satyra polityczna) z 2017 roku w reżyserii Armando Ianucciego, która zdobyła szereg nagród, m.in. Europejską Nagrodę Filmową dla najlepszej komedii. Adaptacja filmowa francuskiej serii komiksowej o tym samym tytule, stworzonej przez Fabiena Nury'ego i Thierry'ego Robina

## Opis fabuły
Gdy Józef Stalin (McLoughlin) doznaje wylewu, rozpoczyna się bezwzględna walka o władzę w ZSRR. Tyran wkrótce umiera, a jego pogrzeb jest wykorzystany przez głównych aparatczyków jako okazja do dalszych knowań - Chruszczow (Buscemi) postanawia zgładzić Berię (Beale), najgroźniejszego z rywali, i przekonuje pozostałych do swego planu.

## Obsada

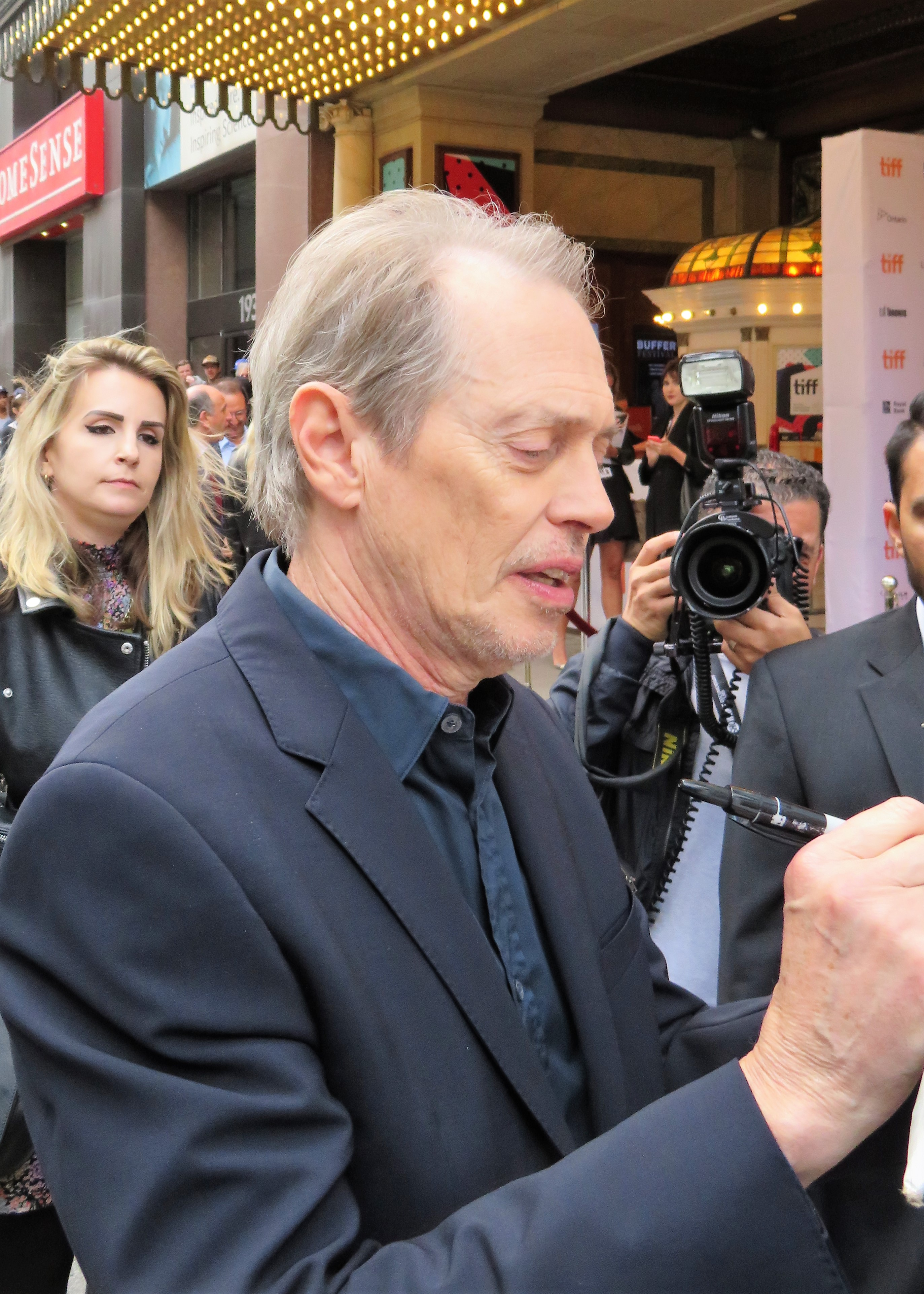
Steve Buscemi

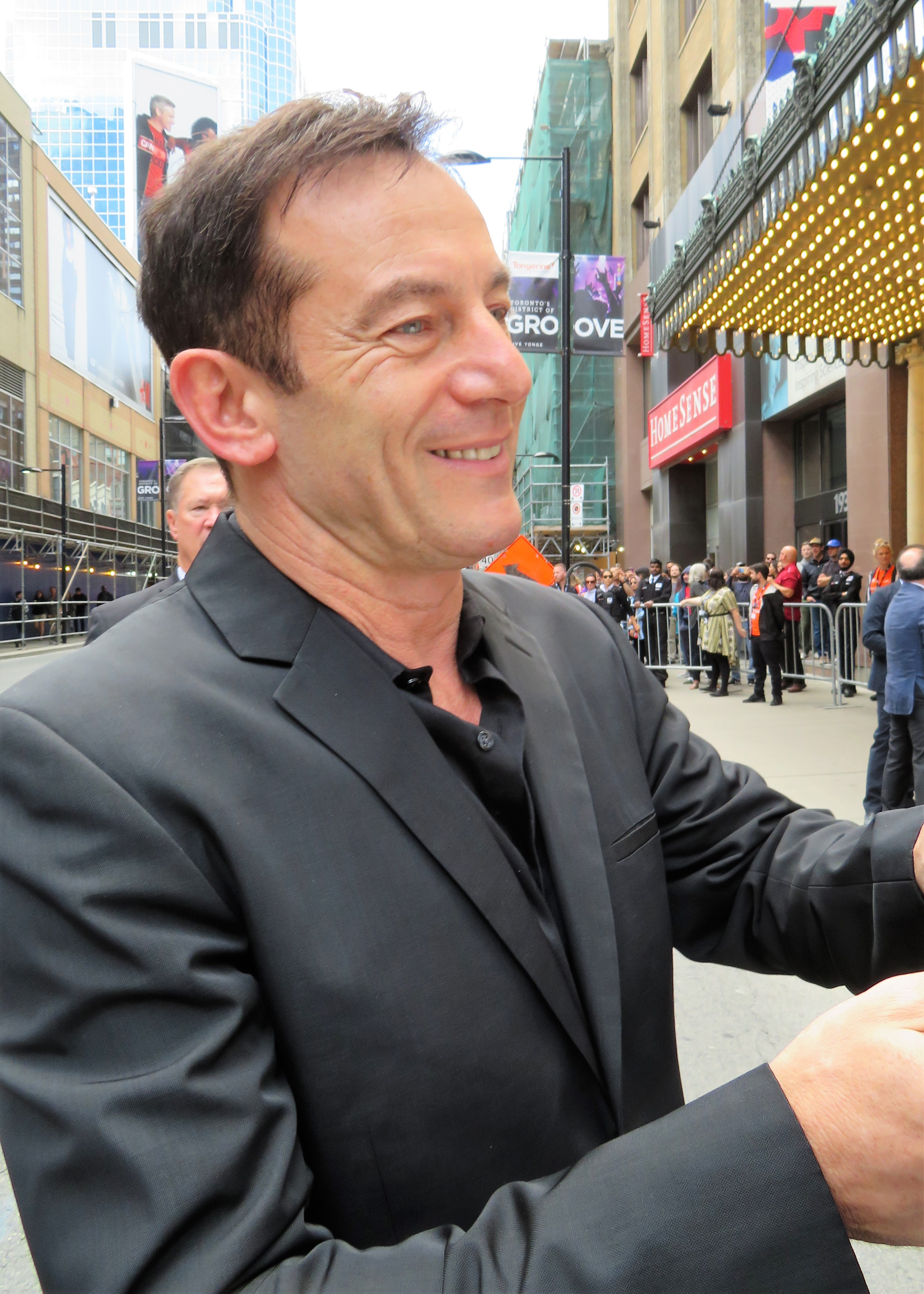
Jason Isaacs

| Aktor               | Rola                |
| ------------------- | ------------------- |
| Steve Buscemi       | Nikita Chruszczow   |
| Simon Russell Beale | Ławrientij Beria    |
| Jeffrey Tambor      | Gieorgij Malenkow   |
| Jason Isaacs        | Gieorgij Żukow      |
| Michael Palin       | Wiaczesław Mołotow  |
| Andrea Riseborough  | Swietłana Stalina   |
| Olga Kurylenko      | Marija Judina       |
| Paul Whitehouse     | Anastas Mikojan     |
| Rupert Friend       | Wasilij Stalin      |
| Adrian McLoughlin   | Józef Stalin        |
| Paul Chahidi        | Nikołaj Bułganin    |
| James Barriscale    | Klimient Woroszyłow |
| Paddy Considine     | Jurij Andriejew     |
| Diana Quick         | Polina              |

## Produkcja
Produkcję filmu rozpoczęto w czerwcu 2016 roku. Zdjęcia nagrywano w Londynie i Kijowie.

## Premiera
Premiera filmu miała miejsce 8 września 2017 na Międzynarodowym Festiwalu Filmowym w Toronto. W kinach film pojawił się początkowo na Wyspach Brytyjskich, 20 października tego samego roku; w Polsce 27 kwietnia 2018.

## Odbiór

### Box office
W Stanach Zjednoczonych i Kanadzie film zarobił ponad 8 mln USD. W innych krajach przychody wyniosły blisko 17, a łączny przychód z biletów blisko 25 milionów dolarów.

### Krytyka w mediach
Film spotkał się z dobrą reakcją krytyków. W serwisie Rotten Tomatoes 95% z 248 recenzji jest pozytywne, a średnia ocen wyniosła 8,00/10. Na portalu Metacritic średnia ocen z 43 recenzji wyniosła 88 punktów na 100.
Peter Debruge („Variety”) uznał film za nierówny, lecz mający sporo znakomitych scen. Ignatiy Vishnevetsky („The A.V. Club”) stwierdził, że film łagodzi rzeczywistość stalinizmu i skraca przebieg rzeczywistych wydarzeń, lecz docenił trafność przedstawienia różnych elementów tamtejszych realiów.